# Шпитонков, Николай Николаевич
Никола́й Никола́евич Шпито́нков (6 мая 1975 года) — российский военный штурман 1-го класса, Герой Российской Федерации, подполковник.
В 1998 году окончил Челябинское высшее военное авиационное Краснознаменное училище штурманов (ЧВВАКУШ).
После служил штурманом в 455-м бомбардировочном авиаполку, базирующемся в Воронеже.
В августе 2008 года участвовал в войне в Грузии. После начала боевых действий экипаж совершил 8 августа перелёт из Воронежа в Моздок на самолёте Су-24М. Выполнил первый боевой вылет в ночь с 9 на 10 августа. Выполняя специальное задание командования, экипаж в ходе 4 боевых вылетов в ночное время в условиях высокогорья и противодействия средств ПВО уничтожил ударами управляемых ракет ключевые объекты инфраструктуры противовоздушной обороны и управления грузинских вооружённых сил. Были уничтожены пункты управления, радиолокационные станции и узлы связи. Все вылеты производились при активном противодействии ПВО противника.
Звания Героя удостоен указом Президента РФ от 14.10.2008 за выполнение боевых задач в ходе войны в Грузии. Награду Н. Шпитонков получил из рук Дмитрия Медведева 24 декабря 2008 года на официальной церемонии в Кремле.
20 июня 2015 года окончил Военно-воздушную академию имени Жуковского и Гагарина в Воронеже.
20 февраля 2019 года награждён югоосетинским орденом «Уацамонга» «за мужество и героизм, проявленные при отражении агрессии Грузии против народа Южной Осетии в августе 2008 года».